# Elżbieta Markowicz
Elżbieta Markowicz (ur. 7 października 1944 w Korniaktowie) – polska działaczka związkowa i urzędniczka, radca prawny, w latach 1997–2001 sędzia Trybunału Stanu.

## Życiorys
Córka Bronisława i Heleny, zamieszkała w Rzeszowie. W 1973 ukończyła studia prawnicze na Uniwersytecie Marii Curie-Skłodowskiej, w 1976 uzyskała uprawnienia radcy prawnego. Początkowo od 1962 do 1964 pracowała w Prezydium Dzielnicowej Rady Narodowej Kraków-Grzegórzki, potem do 1973 w rzeszowskim oddziale Narodowego Banku Polskiego. Następnie była zatrudniona w różnych instytucjach samorządowych w Rzeszowie: Powiatowym Biurze Geodezji i Urządzeń Rolnych (1973–1975), Okręgowej Komisji Arbitrażowej (1975), Rzeszowskim Przedsiębiorstwie Robót Inżynieryjnych (1975–1977), Miejskim Zarządzie Budynków Mieszkalnych (1977–1982) oraz Rzeszowskim Przedsiębiorstwie Robót Drogowych (1982–1991).
We wrześniu 1980 wstąpiła do Niezależnego Samorządnego Związku Zawodowego „Solidarność”, należała do Komitetu Zakładowego i działała jako radca prawny. Po wprowadzeniu stanu wojennego została zwolniona z funkcji w PKS Oddział Osobowy Rzeszów, gdzie pracowała na pół etatu; od 1981 do 1984 była rozpracowywana przez służby. W latach 80. współpracowała z Regionalną Komisją Wykonawczą NSZZ „Solidarność”, zajmując się kolportażem podziemnej prasy; działała też m.in. w Komitecie Pomocy Internowanym, Aresztowanym, Skazanym, Pozbawionym Pracy oraz ich Rodzinom. W lutym 1989 była sygnatariuszką deklaracji Komitetu Obywatelskiego przy RKW w Rzeszowie, w KO zasiadała do 1991. W latach 1991–1999 była radcą prawnym zarządu regionu NSZZ „Solidarność”, potem do 2001 zasiadała w zarządzie Podkarpackiej Regionalnej Kasy Chorych.
W 1997 została wybrana na sędziego Trybunału Stanu z rekomendacji klubu Akcji Wyborczej Solidarność. Funkcję sprawowała do końca kadencji w 2001, w tym samym roku przeszła na emeryturę.
Została odznaczona Krzyżem Wolności i Solidarności (2016).